# Duratón (rivier)
De Duratón (Spaans: Río Duratón) is een rivier in Spanje. Hij begint in de gemeente Somosierra in de Sierra de Guadarrama en stroomt uit in de rivier de Douro in de provincie Valladolid, bij de plaats Peñafiel.
- Library of Congress Control Number: sh96010787
- Nationale Bibliotheek van Israël: 987007534714405171
- Virtual International Authority File: 242178796